# Madeleine Lindberg
Madeleine Lindberg (Västerås, 1 de març de 1972) va ser una ciclista sueca, professional des del 2000 al 2005. Guanyadora d'una medalla al Campionat del Món en ruta també ha obtingut nombrosos campionats nacionals tant en línia com en contrarellotge. Ha participat en uns Jocs Olímpics.

## Palmarès
- 1996
  -  Campiona de Suècia en ruta
- 1997
  -  Campiona de Suècia en ruta
- 1998
  -  Campiona de Suècia en ruta
- 1999
  -  Campiona de Suècia en ruta
- 2000
  -  Campiona de Suècia en ruta
  - 1a a la Novilon Euregio Cup
  - Vencedora d'una etapa al Holland Ladies Tour
- 2001
  -  Campiona de Suècia en ruta
  -  Campiona de Suècia en contrarellotge
  - Vencedora d'una etapa a la Gracia ČEZ-EDĚ
- 2002
  - Vencedora d'una etapa a la Volta a Turíngia
  - Vencedora d'una etapa al Gran Bucle
- 2004
  - Vencedora d'una etapa al Tour de Feminin-Krásná Lípa